# Марія Елена Форонда Фарро
Марія Елена Форонда Фарро (нар. 4 січня 1959 року) — перуанський соціолог і еколог. У 2003 році за кампанії з покращення обробки відходів рибного борошна країни вона нагороджена екологічною премією Голдмана. Марія була обрана членом Конгресу від регіону Анкаш у 2016 році як представниця Широкого фронту за справедливість, життя та свободу.
Після свого народження в Лімі, Марія росла в Чімботі. Завдяки своїй роботі профспілкового юриста її батько надихнув інтереси дівчинки до соціальних проблем. У Лімі Фарро вивчала соціологію; вона здобула ступінь магістерки з цього предмета в Національному автономному університеті Мексики. Після отримання ступеня у 1980-х вона повернулася до Чімботе, щоб стати волонтеркою у Terra Nuova, неурядовій організації, що сприяє сталому розвитку в країнах Африки та Латинської Америки.
Наразі вона є директором неурядової організації Natura, співзасновницею якої вона була. Організація прагне допомогти покращити як навколишнє середовище, так і життя людей у районах з низьким рівнем доходу Чімботе. Форонда також заснував ще одну екологічну організацію, Асоціацію оборони та збереження природи для провінції Санта.

## Активістська робота
Форонда на власному досвіді відчула шкоду рибного борошна, яке зроблене у Чімботі, і негативний вплив, який воно мало на понад 300 000 громадян. Деякі з них включають затоплення вулиць стічними водами через забиті залишками риби громадські стоки та проблеми зі здоров’ям, зокрема спалах холери 1990-х років. Забруднення повітря від заводів також сприяло тому, що середня тривалість життя Чімботе була на 10 років меншою, ніж у решті країни.
Як портове місто, Чімботе залежить від своєї рибної промисловості, а промислове забруднення на його узбережжях є найвищим серед усіх перуанських міст. Зокрема, цей негативний вплив виробництва рибного борошна завдає шкоди екосистемам і людям. Незважаючи на несприятливі наслідки галузі, вона підтримувала засоби до існування більшості чімботців та чімботок, що ускладнювало людям висловлювання проти неї. Компанії рибного борошна мають значну політичну та економічну владу в регіоні. Форонда змогла працювати в громаді, щоб мобілізувати громадян, будуючи мости між робітниками та екологами для боротьби з цими проблемами вперше в історії.
Форонда все ще виступає за реалістичні та конкретні відповіді на проблеми клімату. Щоб поширювати освітні матеріали про екологічні проблеми серед дітей шкільного віку та зосереджується на мобілізації молоді, вона співпрацює з лідерами громад у Чімботе. Марія розробляє програми для надання громадам можливість захищати своє право жити в безпечному та здоровому середовищі.

## Правові питання
Уряд Перу заарештував Форонду та її чоловіка після того, як їх звинуватили в тому, що вони були членами комуністичної партизанського угруповання Shining Path, названого у 1994 році терористичною організацією. Обоє були засуджені до тюремного ув'язнення, в якому Форонда відсиділа півтора року. За допомогою місцевих і міжнародних кампаній подружжя було звільнене. Форанда стверджує, що її боротьба з перуанськими корпораціями привела до арешту її та її чоловіка, і це привернуло більше уваги до її справи.

## Премія Голдмана
2003 року за боротьбу з промисловістю рибного борошна Форонда була нагороджена екологічною премією Голдмана в Південній і Центральній Америці. Її батько поїхав на церемонію в Сан-Франциско заради неї після того, як вона не змогла через проблеми з візою.